# Altavista, Tapachula
Altavista är en ort i Mexiko.   Den ligger i kommunen Tapachula och delstaten Chiapas, i den sydöstra delen av landet, 900 km sydost om huvudstaden Mexico City. Altavista ligger 1 216 meter över havet och antalet invånare är 150.
Terrängen runt Altavista är bergig norrut, men söderut är den kuperad. Runt Altavista är det tätbefolkat, med 343 invånare per kvadratkilometer. Närmaste större samhälle är Huixtla, 18,3 km väster om Altavista. I omgivningarna runt Altavista växer i huvudsak städsegrön lövskog.